# Amiota steganoptera
Amiota steganoptera är en tvåvingeart som beskrevs av Malloch 1926. Amiota steganoptera ingår i släktet Amiota och familjen daggflugor. Inga underarter finns listade i Catalogue of Life.